# Roumagne

Roumagne este o comună în departamentul Lot-et-Garonne din sud-vestul Franței. În 2009 avea o populație de 544 de locuitori.

## Evoluția populației
| An        | 1975 | 1982 | 1990 | 1999 | 2006 | 2009 |
| --------- | ---- | ---- | ---- | ---- | ---- | ---- |
| Populație | 524  | 589  | 531  | 525  | 539  | 544  |